# Dubrovački Srbi katolici, istine i zablude
Dubrovački Srbi katolici, istine i zablude je knjiga Dr Nikole Tolje iz 2011. godine. Na preko 700 strana, pored velikog broja citata, autor iznosi svoje viđenje razloga nastanka i gašenja srpske nacionalne svijesti mnogih stanovnika Dubrovnika i okoline, krajem 19. i početkom 20. vijeka. Problematiku postojanja Srba katolika u Dubrovniku razmatra iz više aspekata nerijetko polemišući sa hrvatskim kleronacioanlistima i tzv. velikosrpskim autorima (kako ih sam naziva): Jeremijom Mitrovićem, Svetozarem Borkom, Lazom M. Kostićem (Lazo Kostić mu je od Srba najobjektivnije obradio ovu temu) i drugima.
Autor na mnogo mjesta u knjizi iskazuje neskrivene simpatije prema Srbima Dubrovnika, opisujući ih kao karakterne ljude koji su voljeli svoj grad i koji su zaslužni za kulturni napredak grada. Brani ih od ondašnjih velikohrvatskih kleveta da su posrbice, izrodi, Šumadinci... a žestoko napada velikohrvate Josipa Franka, svještenike Jozu Crnicu, Ivu Prodana i bivše Srbe koji su se pohrvatili iz političkog interesa. Bliska mu je umjerena Supilova hrvatska politička opcija, koja je nakon perioda sukob Srba i Hrvata Dubrovnika, prevazišla podjele i zajednički radila za dobro svih. Sa Srbima i umjerenim Hrvatima dijeli odbojnost prema politici Austro-Ugarske. Razlozi nastanka srbokatoličkog "pokreta" su mu ogorčenost Dubrovčana na ekonomsko i kulturno srozavanje Dubrovnika pod austrijskom vlašću i gledanje na spas u slobodnim srpskim državama: Srbiji i Crnoj Gori. Tolja ne osporava njihovu srpsku pripadnost ni u političkom ni u etničkom smislu. Nacionalno buđenje katoličkih Dubrovčana kao Srba ne dovodi ni u vezu sa Vukom Karadžićem, već to smatra tradicionalnim dubrovačkim partikularizmom. Gašenje srpske svijesti povezuje sa politikom novog kursa, pomirenja Srba i Hrvata, kao i ulazak 1918. u zajedničku državu. Priznaje da su neki katolički popovi aktivni saradnici u širenju hrvatske nacionalne svijestu na tom području. Svojim savremenicima, hrvatskim i srpskim intelektulacima i sugrađanima zamjera da slabo poznaju ovu temu i ako o njoj nešto i pišu da je često površno, neobjektivno i pristrasno (Hrvati da umanje značaj Srba Durbovnika, a Srbi da prenaglase). Ipak, i sam autor na nekim mjestima iskazuje svoju blagu pristrasnost u hrvatsku korist, navodeći stanovnike Hrvatske i Slavonije, a ne Hrvate i Slavonce, kako su se u tom vremenu žitelji Hrvatske i Slavonije sami nazivali ili desrbizirajući Crnogorce u istoriji, pišući o Srbima i Crnogorcima (u vrijeme Knjaževine Crne Gore) ili navodeći dvije slobodne slavenske države a ne srpske, kako je tada bio običaj, a srbizirajući ih u negativnom kontekstu, u ratu devedesetih godina 20. vijeka, kada su crnogorske snage agresorske srpske snage. Za tu knjigu je početkom 2012. dobio Nagradu Grada Dubrovnika.